# Culture des Marquises

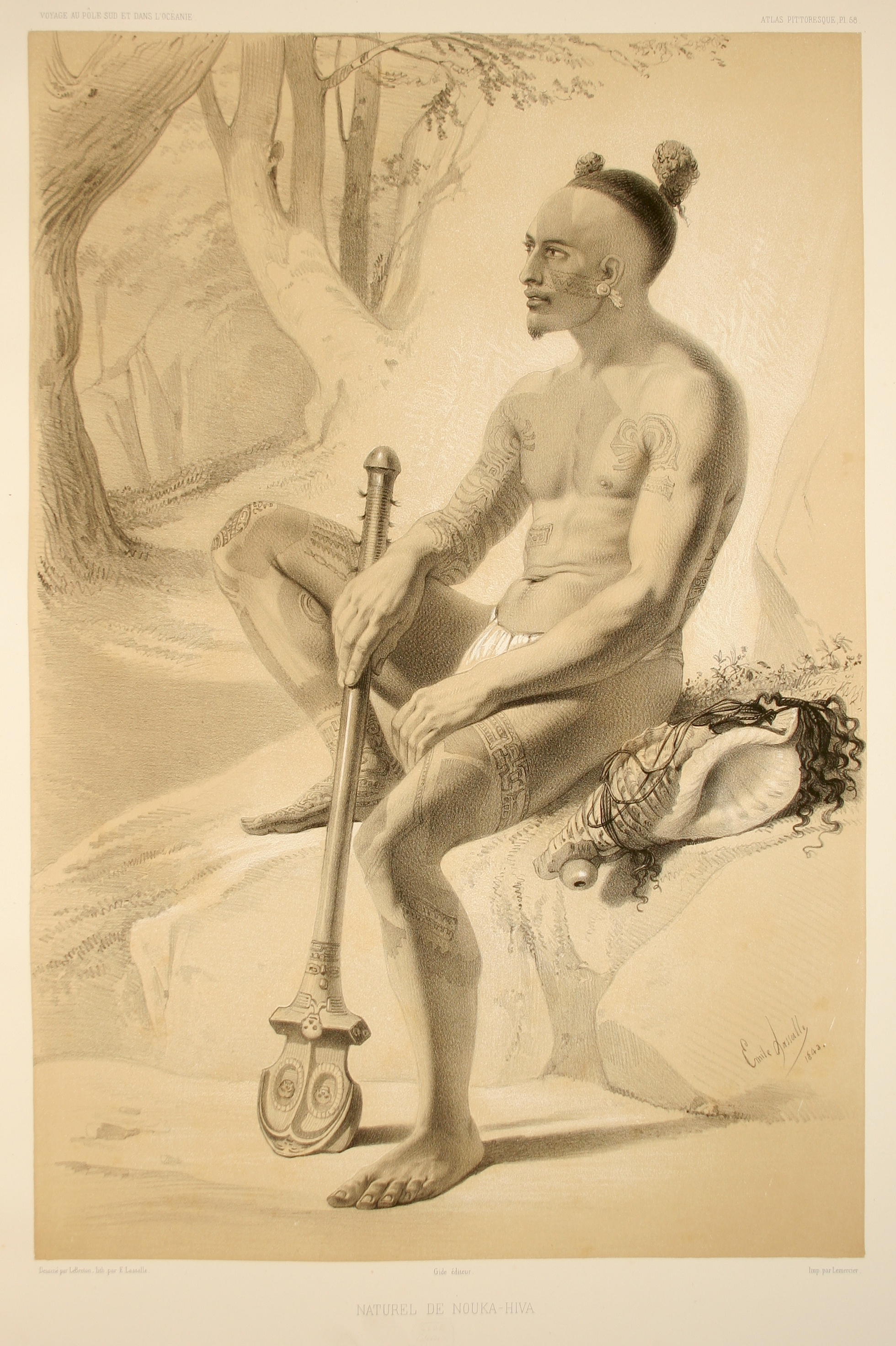
Dessin d'un habitant de Nouka-Hiva en 1846.

La culture des îles Marquises concerne un archipel de territoires qui ont été colonisés par des marins polynésiens dès 300 après J.-C., probablement originaires de Tonga et des îles Samoa. La population dense était concentrée dans les vallées étroites et se composait de communautés souvent en guerre.
Une grande partie de la Polynésie, y compris les premiers colons d'Hawaï, de Tahiti, de Rapa Iti et de l'île de Pâques, a été colonisée par des Marquisiens, qui auraient quitté les Marquises plus souvent en raison de la surpopulation et des pénuries alimentaires liées à la sécheresse, qu'en raison des guerres presque constantes qui sont finalement devenues une caractéristique importante de la culture des îles. Presque tout le reste de la Polynésie, à l'exception de quelques zones de la Polynésie occidentale ainsi que de la majorité des îles polynésiennes isolées, a été colonisé par des descendants marquisiens centrés sur Tahiti.

## Histoire

### Période moderne

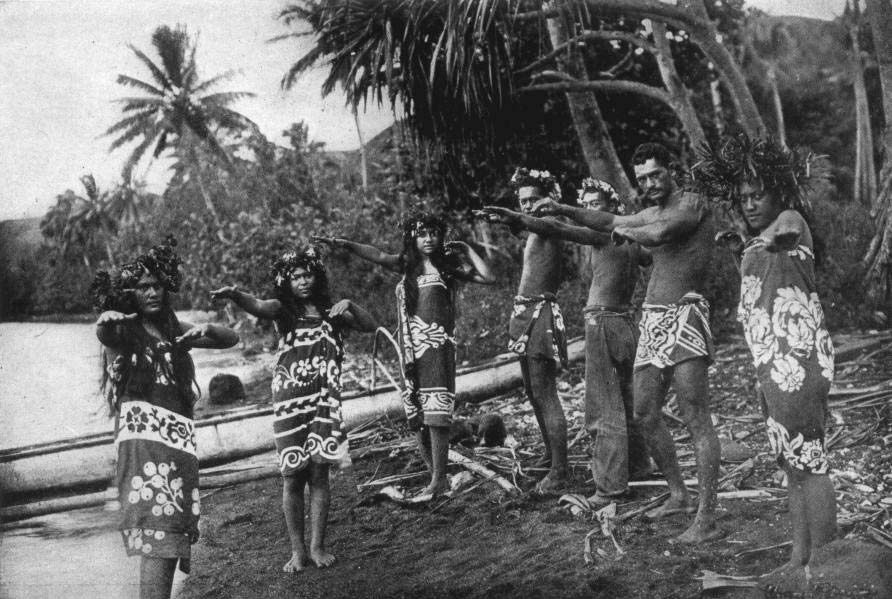
Marquisiens effectuant une danse haka.

La culture marquisienne indigène a été dévastée dans la période qui a suivi l'arrivée des explorateurs européens. La cause principale de son effondrement peut être directement liée aux effets catastrophiques des maladies étrangères, en particulier la variole, qui ont réduit la population d'environ 98 %.

La sexualité des Marquisiens est souvent mal représentée. Robert Louis Stevenson, qui a visité les îles et parlé aux indigènes, a écrit :
"Stanislao Moanatini m'a dit que, d'après ses propres souvenirs, les jeunes étaient strictement surveillés ; on ne leur permettait même pas de se regarder dans la rue, mais ils passaient (selon mon informateur) comme des chiens ; et l'autre jour, tous les écoliers de Nuka-hiva et Ua-pu se sont enfuis en masse dans les bois et y ont vécu pendant quinze jours dans une liberté sans entraves. Les lecteurs de voyages pourront peut-être s'exclamer devant mon autorité et se déclarer mieux informés. Je préférerais la déclaration d'un indigène intelligent comme Stanislao (même si elle était isolée, ce qui est loin d'être le cas) au rapport du voyageur le plus honnête."
Les rapports contradictoires mentionnés ici sont résumés de manière concise par Robert Carl Suggs,.

### Période contemporaine
Aujourd'hui, en raison de l'appartenance des Marquises à la Polynésie française, la culture marquisienne est un mélange créé par la superposition de l'ancienne culture marquisienne, avec de fortes influences de l'importante culture tahitienne et de la culture française politiquement importante.

## Les tatouages

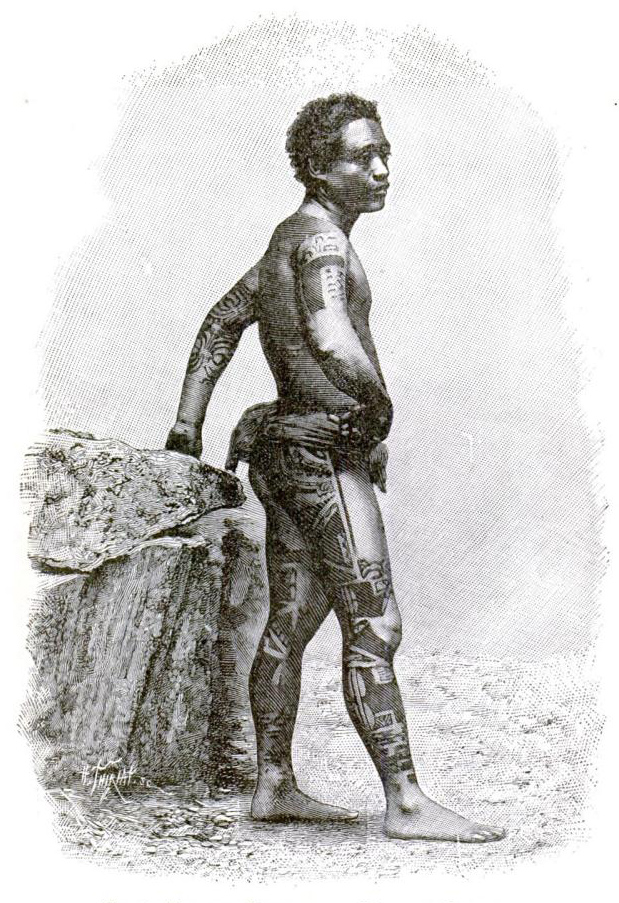
Marquisien montrant ses tatouages.

Les Marquises ont une longue histoire de tatouages géométriques complexes, couvrant les corps entiers des hommes et des femmes,.
Les tatouages marquisiens peuvent être reconnus par des « symboles de marque », tels que les geckos, les mille-pattes, les Ti'i, la croix marquisienne (qui est également souvent confondue avec d'autres motifs) et d'autres motifs géométriques. Les motifs marquisiens se distinguent par l'utilisation de symboles et de rendus artistiques cohérents de lignes, d'arcs et de cercles, qui sont attribués de manière unique et liés à travers l'histoire aux îles du Pacifique Sud.
Les garçons recevaient leurs premiers tatouages à l'adolescence dans un cadre rituel et, à un âge avancé, avaient souvent des tatouages sur tout le corps. Les femmes étaient également tatouées, mais pas aussi largement que les hommes. Les motifs partagent de nombreux motifs symboliques, mais n'ont jamais été entièrement copiés ; les tatouages de chaque individu étaient différents et signifiaient l'héritage, les réalisations, l'île marquisienne spécifique d'où venait l'individu et sa position familiale.

## Dans la culture occidentale
- Le célèbre peintre français Paul Gauguin et le chanteur belge Jacques Brel ont passé les dernières années de leur vie aux Marquises et y sont enterrés. Brel a composé un célèbre album de chansons, Les Marquises, sur ces îles du même nom, sa dernière demeure.
- Les Marquises ont inspiré le romancier américain Herman Melville, dont les expériences aux Marquises ont servi de base à son roman Typee.
- Robert Louis Stevenson a visité les Marquises en 1888 et a écrit sur ses expériences et ses impressions là-bas en 1900, dans un livre intitulé In the South Seas.
- Thor Heyerdahl a écrit son livre Fatu Hiva lors d'un séjour d'un an sur cette île.
- L'archipel est également mentionné en passant dans la chanson "Southern Cross" de Crosby, Stills & Nash.
- Les îles Marquises ont temporairement reçu un coup de projecteur international aux États-Unis lorsque l'émission de télé-réalité Survivor: Marquesas y a été tournée. Il s'agissait du quatrième volet de la série télévisée américaine Survivor.